# 1082
1082 (MLXXXII) je bilo navadno leto, ki se je po julijanskem koledarju začelo na soboto.

## Dogodki

### Slovenija
- Ottokar II. nasledi svojega brata Adalbera kot mejni grof Štajerske. V investiturnem boju se Otokar postavi na stran papeža Gregorja VII., medtem ko  Adalbero potegne s cesarjem Henrikom IV.

### Investiturni boj
- februar - Po več mesecih obleganja Italonormani pod vodstvom Roberta Guiscarda osvojijo Drač (Albanija). Po osvojitvi Drača sklene Guiscard obračunati z upornimi normanskimi plemiči, ki so izkoristili njegovo odsotnost na Balkanu. Bizantinski cesar Aleksij I. Komnen financira normanske plemiške upornike in rimsko-nemškega cesarja Henrika IV.
- Drugi in ponovno neuspešni Henrikov poskus obleganja papeža Gregorja VII. v Rimu. Cesar Henrik se vrne v Toskano, kjer obračuna s podporniki papeža, zbranimi okoli vojvodinje Matilde Toskanske, ki so ga poskušali onemogočiti v zaledju. Jeseni poskusi s tretjim obleganjem Rima in tokrat vztraja.
- Papež Gregor VII. ob Henrikovih poskusih obleganja vztraja za Leonovim obzidjem, cerkvenim rezidenčnim delom Rima, ki v grobem ustreza današnjemu Vatikanu. Matilda Toskanska skrbi za njegove veze s severom. Obleganje se nadaljuje v leto 1083 ↔

### Ostalo
- Anglija: po obnovi, ki jo je organiziral canterburijski nadškof Lanfranc, je ponovno posvečena Katedrala Rochester, grofija Kent. ↓
- → Istega leta ukaže kralj Viljem I. aretirati in pripreti svojega brata ter dolgoletnega zaveznika Odo iz  Bayeuxa. Razlog za spor ni povsem znan.
- Lovska nesreča s smrtjo Rajmonda Bernegarja II., grofa Barcelone. Okoliščine niso povsem jasne, domneva se, da za tem dejanjem stoji njegov brat dvojček Bernegar Rajmond II., ki postane novi barcelonski grof.
- Benetke: bizantinski cesar Aleksij Komnen poplača Benečane za sodelovanje v boju proti Normanom s privilegiji v olajšavah in pravicah za trgovanje v cesarstvu. Ta praksa se ponovi ob vsaki večji vojaški nevarnosti za cesarstvo, kar v naslenjem stoletju popolnoma izprazni cesarsko blagajno in s tem povzroči nepovraten padec Bizantinskega cesarstva.

- Dinastija Song: kitajskega uradnika in vojskovodjo Shen Kua in člana Wang Anshijevega reformatorskega kroga, ki se je uspešno boril proti cesarstvu Zahodne Xie, spodnesejo nasprotniki na cesarjevem dvoru, ki prevzamejo vodenje cesarjeve vojske in usodno podcenijo moč sil do takrat defenzivne Zahodne Xie. Odgovornost za neuspeh pripišejo Shen Kuo.

## Rojstva
- 2. november - cesar Huizong, kitajski cesar iz dinastije Song († 1135)
- Jaropolk II., kijevski veliki knez († 1139)
- Petronila Holandska, grofica, regentinja († 1144)
- Rajmond Berengar III., barcelonski grof (et al.) († 1131)
- Uraka Kastiljska, kraljica in regentinja Kastilije, Leona in Toleda († 1126)

## Smrti
- 5. december - Rajmond Berengar II., barcelonski grof (* 1053)